# Фудбалски стадион у Сиднеју (1988)
Фудбалски стадион Сиднеј (енгл. Sydney Football Stadium), познат и по имену Алијанц Стадион (енгл. Allianz Stadium), је стадион у Сиднеју, Аустралија. Користио се за рагби 13, рагби 15 и фудбал. Капацитет стадиона је 45.500 седећих места. На овом стадиону игране су утакмице светског првенства у рагби јуниону 2003., и светског првенства у рагби лиги 2008. На овом стадиону неке тест мечеве играју и рагби 13 репрезентација Аустралије и рагби 15 репрезентација Аустралије. Овај стадион користи и фудбалска репрезентација Аустралије. Воратаси, своје мечеве као домаћини у супер рагбију играју на овом стадиону.